# Lycosa falconensis
Lycosa falconensis là một loài nhện trong họ Lycosidae.
Loài này thuộc chi Lycosa. Lycosa falconensis được Ehrenfried Schenkel-Haas miêu tả năm 1953.